# حماسه دلاوران ساسون
دلیران ساسون  یک منظومه حماسی قهرمانانه ارمنی در چهار چرخه (بخش ) است که قهرمان و داستان اصلی آن بیشتر به نام داوود ساسونی شناخته می شود که داستان یکی از چهار قسمت است. 
در دهه‌های اولیه پس از کشف این حماسه در اواخر قرن نوزدهم، اتفاق نظری عمومی پدیدار شد که مضمون آن را به مبارزه چهار نسل از جنگجویان ساسون علیه حکومت مسلمانان در قرن هشتم تا دهم نسبت می‌داد. پیشگامان این تفسیر از حماسه، زبان‌شناس مانوک آبغیان در ارمنستان و جوزف اوربلی محقق در موزه ارمیتاژ در لنینگراد بودند که استدلال می‌کردند هیچ شخصیتی در حماسه وجود ندارد که بتوان آن را به یک شخص تاریخی از قبل از قرن دهم نسبت داد.
مکتب تاریخ‌گرایی تا زمانی که زبان‌شناس  ارمنی، گریگور گریگوریان، ابتدا در مقاله ای (1981)، سپس در کتابی (1989) پس از تجزیه و تحلیل دقیق حماسه استدلال کرد که: «مغیرقابل انکار است که ریشه‌های این حماسه به اعماق قرن‌ها بازمی‌گردد و آنها نه تنها به دوران خط میخی که سلطنت در ارمنستان در جریان بود، بلکه حتی به دوران ماقبل تاریخ می‌رسند.» گریگوریان اپیزودهای مختلف حماسه را به‌عنوان منشأ آشکار مادرسالاری شناسایی کرد که محققان مختلفی را در ارمنستان شوروی و جاهای دیگر بر آن داشت تا به لایه‌های اولیه حماسه عمیق‌تر بپردازند.
دلیران ساسون معمولاً به عنوان یکی از مهم‌ترین آثار فولکلور ارمنی یاد می شود. این بازگویی از اعمال افسانه‌ای چهار نسل از پهلوانان در یک جامعه جنگجو در ارتفاعات ارمنستان بر اساس سنت داستان‌های عامیانه قهرمانانه است که داستان کل یک ملت را نمایش می‌دهد و عمیق‌ترین احساسات و آرزوهای آن را بیان می‌کند، اما برخلاف حماسه‌های معروفی مانند ایلیاد و ادیسه ( یونانی هومری )، حماسه گیلگمش (حماسه اکدی بر اساس داستان های سومری )، Beowulf ( انگلیسی قدیم )، آواز رولان ( فرانسوی قدیم )، Cantar de mio Cid ( اسپانیایی قدیم ) و دیگران، تنها به صورت شفاهی باقی مانده است که از نسلی به نسل دیگر توسط راویان روستا منتقل شده است. شایستگی های ادبی حماسه ساسون از ارزش آن به عنوان یک سند تاریخی یا زبانی فراتر می رود.
اجرای دلیران ساسون در سال 2012 در فهرست میراث فرهنگی ناملموس یونسکو قرار گرفت.

## مراجع
1. ↑  "Performance of the Armenian epic of 'Daredevils of Sassoun' or 'David of Sassoun'". UNESCO. 2012. Retrieved 27 November 2013.